# Dýchací soustava ptáků

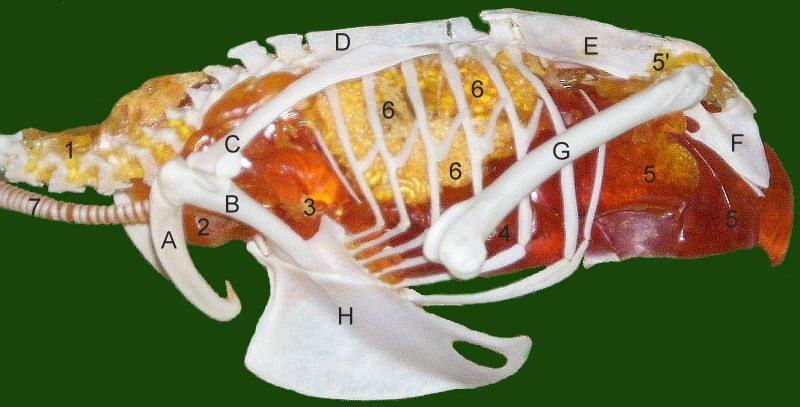
Vzduch vždy plyne ptačími plícemi ze zadní (posterioální) do přední (anteriorální) části, a to jak při nádechu, tak při výdechu

Dýchací soustava ptáků je nejvýkonnější ze všech obratlovců. Celková aktivní plocha ptačích plic je až o 20 % větší než u savců; také intenzita dýchání u ptáků je vzhledem k morfologickým i funkčním odlišnostem plic mnohem vyšší. Plíce jsou poměrně malé, kompaktní a při dýchání se jejich objem nemění, což prakticky zhoršuje jejich vyšetření auskultací. Ventilace je umožněna systémem vzdušných vaků.

## Dýchací cesty
Dýchací cesty počínají hrtanem, který přechází v průdušnici (trachea). Průdušnice bývá vyztužena chrupavčitými kroužky, jež mohou srůstat v souvislou tvrdou trubici (např. vrubozobí, hrabaví). V místě, kde se průdušnice rozdvojuje v průdušky, v tzv. bifurkaci, je hlasový ústroj (syrinx). Je tvořen rozechvívatelnými blanami mezi tracheálními a bronchiálními chrupavčitými prstenci a hlasovým svalstvem. Tahem těchto svalů se chrupavky oddalují nebo přibližují, a tím mění napětí hlasivkových blan a výšku zvuků resp. tónů. Ptačí hlasy mohou být ještě upraveny nebo zesíleny různými rezonátory - např. u kačerů kostěným bubínkem při dolním konci průdušnice.

### Plíce

Plíce ptáků při nádechu a výdechu

Každá průduška (bronchus primarius) vstupuje do jedné plíce, kterou prostupuje a na jejím kaudálním konci ústí do břišního vzdušného vaku. V plíci se průduška větví na sekundární průdušky (bronchi secundarii), které se podle zásobované oblasti plic rozlišují na bronchy medioventrální, mediodorzální, lateroventrální a laterodorzální. Sekundární průdušky se dále rozvětvují v množství tenkých trubiček (parabronchy nebo také terciární bronchy), které tvoří morfologickou podstatu tubulárního uspořádání funkčních struktur plic. U ptáků tedy chybějí plicní sklípky (alveoly). K výměně plynů dochází mezi vzduchovými a krevními kapilárami, které probíhají ve stěně parabronchů. Systém medioventrálních a mediodorzálních sekundárních bronchů a jejich parabronchiálních spojení představuje fylogeneticky starší funkční jednotku zvanou paleopulmo. Paleopulmo existuje u všech ptáků a zaujímá asi 2/3 plicního parenchymu. Fylogeneticky výše postavení ptáci mají ještě další funkční soubor, tzv. neopulmo, zaujímající asi 10-25 % plicní tkáně mezi paleopulmem a zadními vzdušnými vaky a představovaný parabronchy náležejícími k lateroventrálním a laterodorzálním sekundárním bronchům.
Tělní dutina není bránicí rozdělena na dvě části jako u savců a dýchání se neuskutečňuje rozpínáním a stlačováním hrudi. Při letu je dýchání závislé na mávání křídel, přičemž je vzduch nasáván a vytlačován z plicních vaků.

### Vzdušné vaky
Vzdušné vaky (sacci pneumatici) jsou tenkostěnné útvary napojené na plíce prostřednictvím sekundárních bronchů nebo parabronchů a zasahující mezi svalovinu, do některých kostí a pod kůži. Podle původu a jejich funkce se rozdělují na kraniální (krční, klíčkový a přední hrudní) a kaudální (zadní hrudní a břišní) vzdušné vaky. Jejich počet se různí podle druhu ptáků (embryonálně se zakládá 6 párů, max. možný počet je tedy 12 vzdušných vaků). Např. u kura domácího se popisuje 8-9 vzdušných vaků - nepárový vak klíčkový (saccus clavicularis), většinou párový (pokud nedojde k bilaterálnímu spojení) vak krční (saccus cervicalis), a párové vaky přední hrudní (sacci thoraci craniales), zadní hrudní (sacci thoraci caudales) a břišní (sacci abdominales). Kraniální krční vaky se na cirkulaci vzduchu plícemi prakticky nepodílejí, největší význam pro dýchání mají kaudální vzdušné vaky. Jejich objem se mění působením kosterní svaloviny, za letu hlavně létací svaloviny. Přes paleopulmo proudí vzduch při nadechnutí i vydechnutí stejným směrem, zatímco přes neopulmo proudí střídavě. Ve vzdušných vacích nedochází k výměně plynů. Vzdušné vaky mají ještě další funkce - snižují specifickou hmotnost těla a umožňují změnu jeho těžiště, což je důležité pro létání a stabilizaci, podílejí se na termoregulaci a odpařování vody, zmenšují mezisvalové tření a mohou sloužit jako rezonátory k zesílení hlasů.